# Ahiwara
Ahiwara ist eine Stadt im indischen Bundesstaat Chhattisgarh.
Die Stadt ist Teil des Distrikts Durg. Ahiwara hat den Status eines Municipal Council. Die Stadt ist in 15 Wards gegliedert. Sie hatte am Stichtag der Volkszählung 2011 20.384 Einwohner, von denen 10.215 Männer und 10.169 Frauen waren. Die Alphabetisierungsrate lag 2011 bei 80,4 % und damit über dem nationalen Durchschnitt. Hindus bilden mit einem Anteil von ca. 93 % die Mehrheit der Bevölkerung in der Stadt. Muslime bilden mit einem Anteil von ca. 3 % eine Minderheit.